# Словенські залізниці

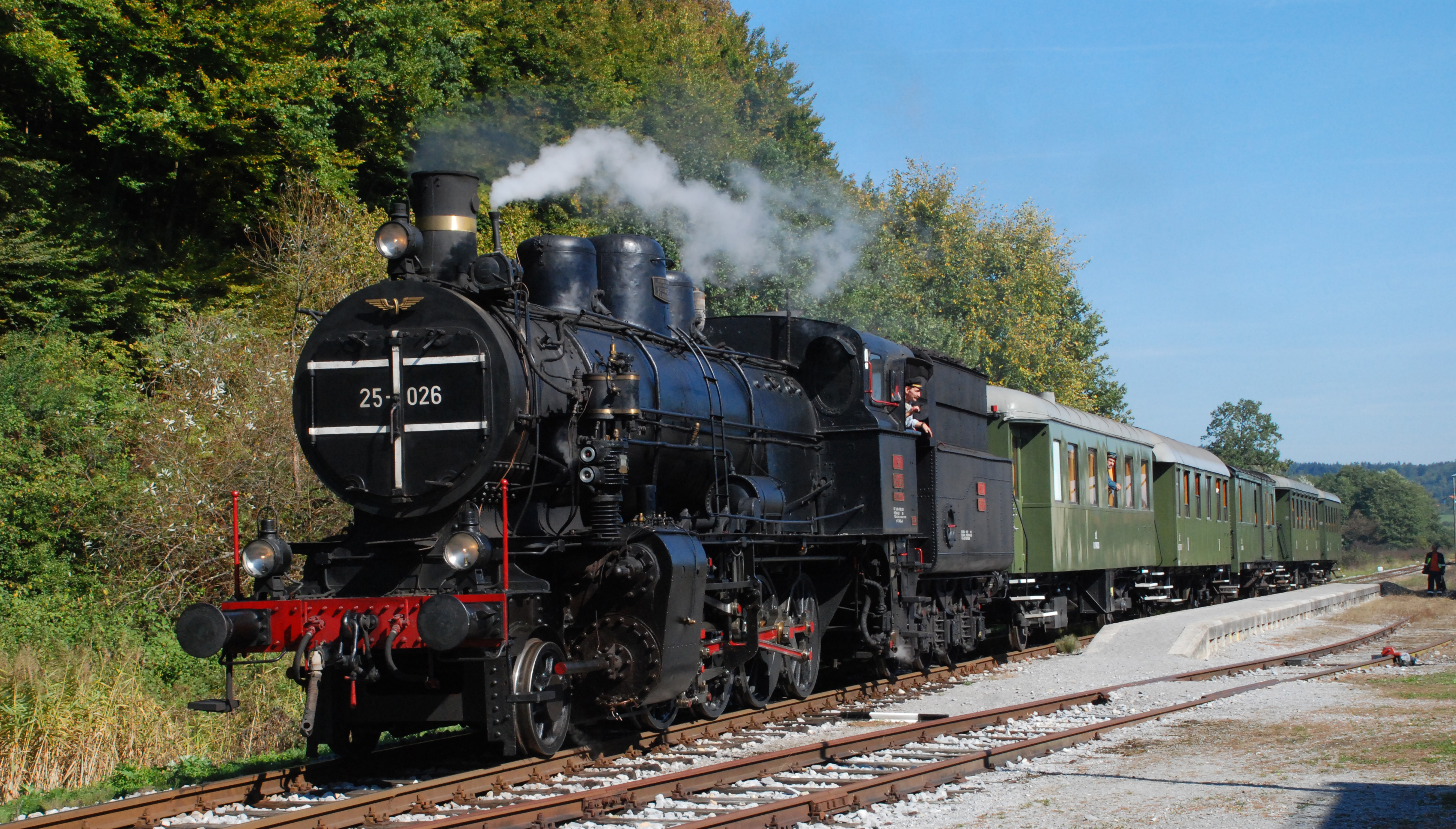
Паровоз SŽ 25-026, виготовлений 1920 року у Відні, нині використовуваний «Словенськими залізницями» в туристичних цілях

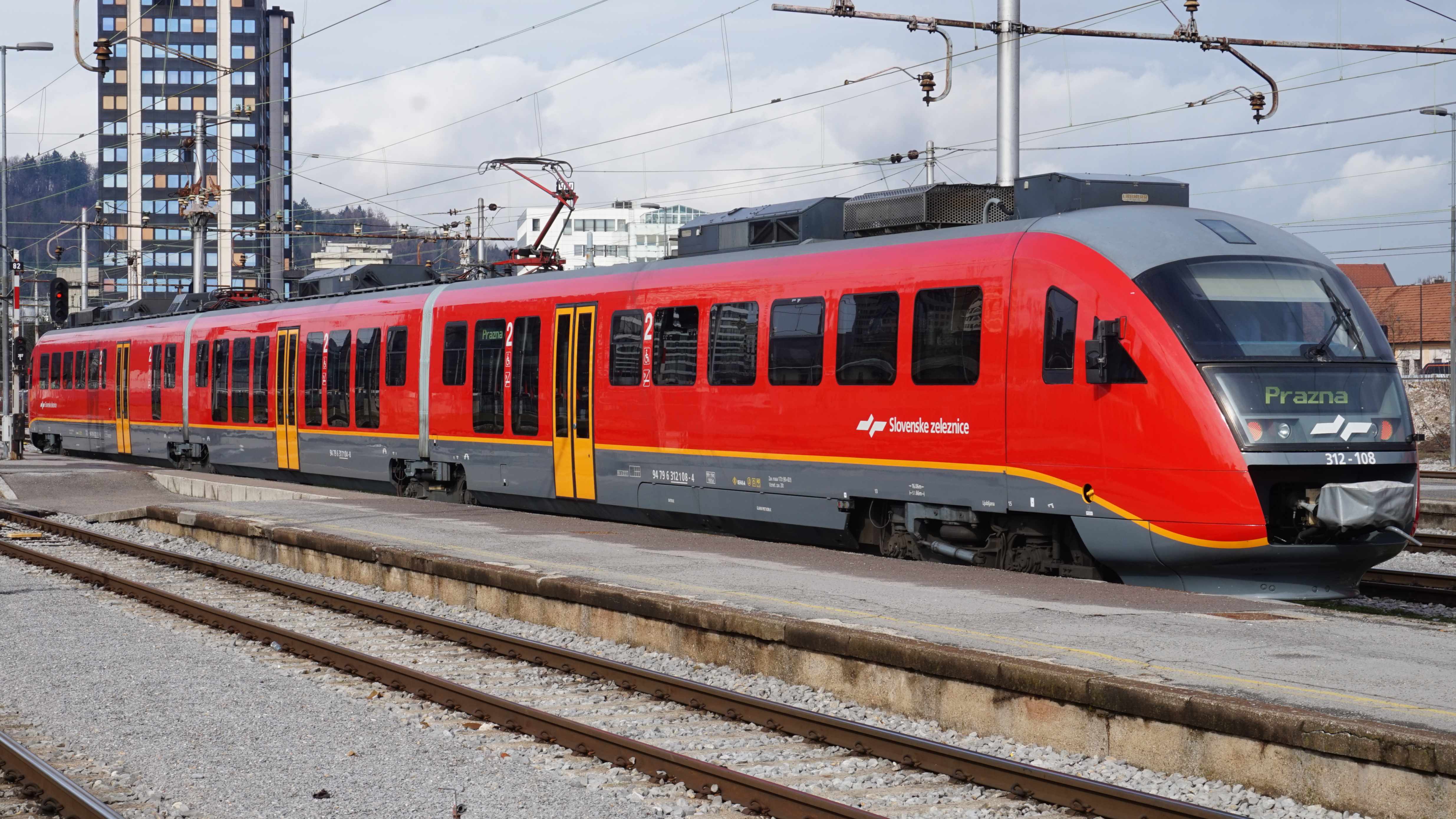
Електричка серії SŽ 312 у Любляні

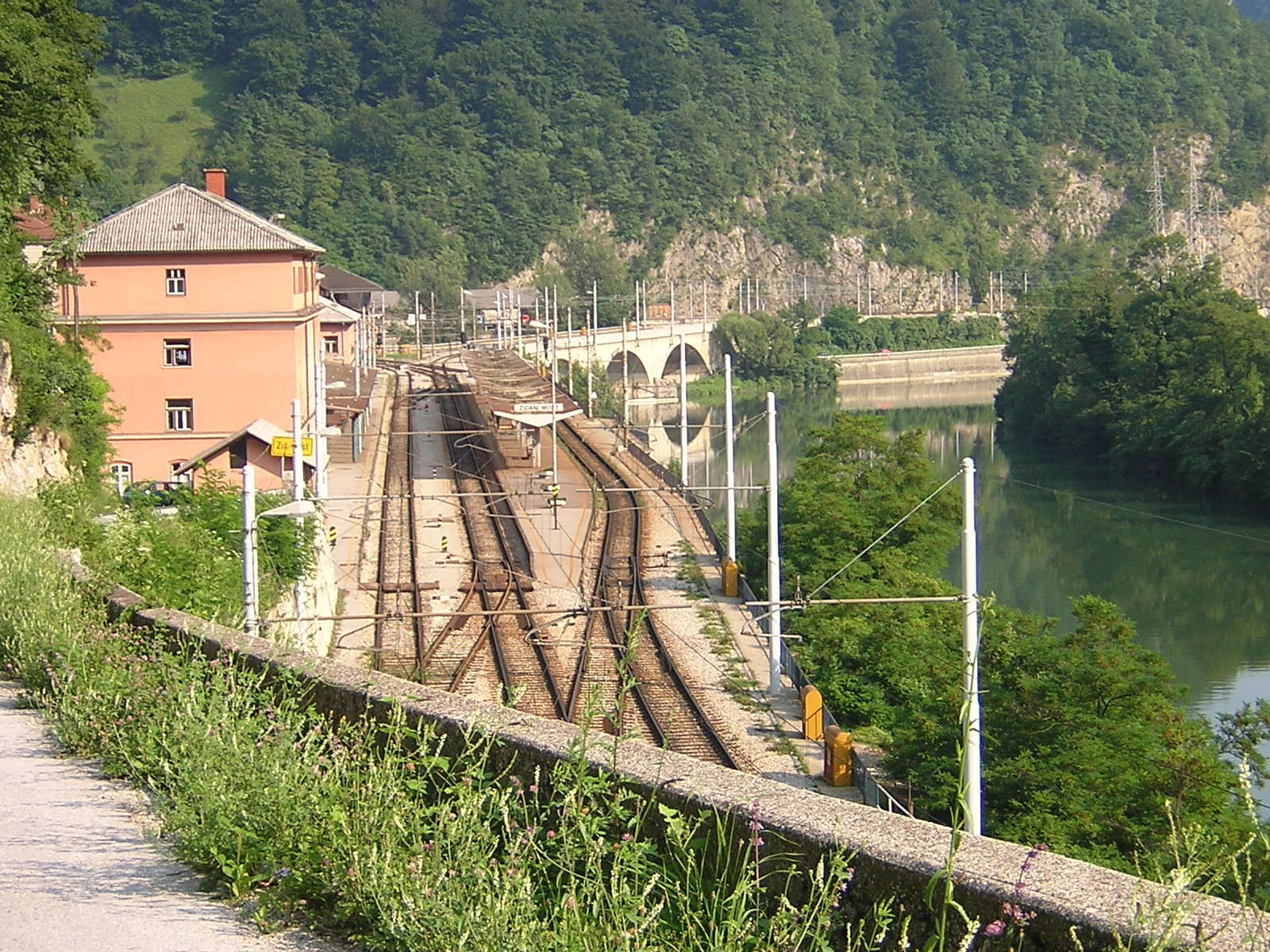
Залізнична станція Зиданий Мост — важливий залізничний вузол у Словенії

Слове́нські залізни́ці (словен. Slovenske železnice) — національний оператор залізничних перевезень у Словенії, державна залізнична компанія, утворена 1991 року після розпаду Югославії на базі Люблянського відділення колишніх «Югославських залізниць».
Загальна протяжність залізничної мережі в Словенії становить 1 229 км, з яких 331 км припадає на двоколійні ділянки. Ширина колії — стандартна європейська. Станом на 2004 рік було електрифіковано 503,5 км. Залізниці на електрифікованих ділянках використовують 3 кВ постійного струму. На залишених у спадок від Югославії електрифікованих ділянках використовують 25 кВ змінного струму.

## Історія
Словенія отримала своє перше залізничне сполучення в 1840-х роках, коли Австрійська імперія проклала т. зв. Південну державну залізницю, відому також як Південна австрійська залізниця, між своєю столицею Віднем та головним торговельним портом імперії Трієстом. Таким чином, у 1844 році Марибор було сполучено залізницею з Грацом. 1846 року вітку було подовжено через Прагерсько до Целє, а далі в 1849 р. — через Зиданий Мост до Любляни. Двоколійна лінія продовжилася 1857 року через Постойну, Півку та Дівачу, нарешті, діставшись Трієста.
До Першої світової війни було збудовано численні інші залізниці. У 1860 році Прагерсько з'єдналося з Орможем і далі до хорватського Чаковця, тим самим пов'язавши австрійську та угорську частини імперії. 1862 році прокладено одноколійну залізницю (розширена до двоколійної в 1944) уздовж річки Сави, сполучивши Зиданий Мост із Загребом. У 1863 вздовж річки Драва збудовано «Каринтійську залізницю», що з'єднала Марибор із Дравоградом, Клагенфуртом і Філлахом. 1870 року споруджено залізницю в долині верхньої течії Сави, що з'єднала Любляну з Кранем, Єсеницями і Тарвізіо (Італія). У 1873 році вітка з Півки через Ілірську Бистрицю простяглася до тодішнього найважливішого торговельного порту в угорській частині імперії Рієки. 1876 року лінія з Дівачі пролягла через Прешницю до Пули — міста, де була австрійська військово-морська база. 1906 року збудовано Бохінську залізницю, що поєднала Філлах з Єсеницями долиною річки Соча до Гориції та далі до Трієста, з двома тунелями понад 6000 метрів.
Після Першої світової війни було відкрито декілька ліній. Одна з них з'єднала Ормож із Лютомером і Мурською Соботою, відкрившись 1924 року. У 1967 р. було прокладено одноколійну електрифіковану лінію, що сполучає Прешницю з Копером. 1999 року відновлено одноколійну вітку між Мурською Соботою та Ходошом, що дало пряме сполучення з угорською залізничною системою. Цю лінію вперше було збудовано 1907 року і закрито 1968 поряд із численними іншими закриттями ліній упродовж 1960 рр. У квітні 2016 завершено електрифікацію відрізка Прагерсько—Ходош.
Численні паровози колишніх «Югославських залізниць» можна побачити на станціях по всій Словенії, а в Любляні діє Словенський залізничний музей.